# Skat
Delta Aquarii (δ Aqr/δ Aquarii) è la terza stella più brillante della costellazione dell'Aquario. È nota anche con il nome tradizionale di Skat o Scheat, nome riferito anche a Beta Pegasi. Generalmente si considera che il nome tradizionale derivi dalla parola araba as-saq, che significa «gamba» o «tibia»; comunque è stato suggerito anche che la vera derivazione provenga dall'arabo ši'at, che significa «augurio».
Si pensa che Delta Aquarii faccia parte dell'Associazione Stellare dell'Orsa Maggiore.

## Osservazione
Si tratta di una stella situata nell'emisfero celeste australe; grazie alla sua posizione non fortemente australe, può essere osservata dalla gran parte delle regioni della Terra, sebbene gli osservatori dell'emisfero sud siano più avvantaggiati. Nei pressi dell'Antartide appare circumpolare, mentre resta sempre invisibile solo in prossimità del circolo polare artico. Essendo di magnitudine 4, la si può osservare anche dai piccoli centri urbani senza difficoltà, sebbene un cielo non eccessivamente inquinato sia maggiormente indicato per la sua individuazione.
Il periodo migliore per la sua osservazione nel cielo serale ricade nei mesi compresi fra fine agosto e dicembre; da entrambi gli emisferi il periodo di visibilità rimane indicativamente lo stesso, grazie alla posizione della stella non lontana dall'equatore celeste.

## Caratteristiche
Delta Aquarii è una stella bianca di tipo spettrale A3V, con una massa di 2,77 M⊙ e un raggio oltre 4 volte quello del Sole. Proprio per le sue dimensioni, nonostante sia classificata di sequenza principale, sembra più simile a una subgigante, cioè a stelle che hanno già terminato l'idrogeno all'interno del loro nucleo da fondere in elio e che si apprestano a iniziare la fusione di quest'ultimo elemento in carbonio e ossigeno.
Sembra avere una compagna non ben identificata, che le ruota attorno in un periodo di 1,32 anni.